# サルタン (戦列艦・初代)
|          | |
| 艦歴     | |
| 発注:    | 1771年1月14日 |
| 建造:    | バーナード造船所（ハリッジ）                                                                                                 |
| 進水:    | 1775年12月23日 |
| その後:  | 1816年解体 |
| 性能諸元 | |
| クラス:  | ロイヤル・オーク級戦列艦 |
| 全長:    | 砲列甲板：168ft 6in（51.4m） 竜骨：138ft 2in（42.1m）                                                                        |
| 全幅:    | 46ft 9in（14.2m） |
| 喫水:    | 20ft（6.1m） |
| 機関:    | 帆走（3本マストシップ） |
| 兵装:    | 74門： 上砲列：18ポンド（8kg）砲28門 下砲列：32ポンド（15kg）砲28門 後甲板：9ポンド（4kg）砲14門 艦首楼：9ポンド（4kg）砲4門 |

サルタン（HMS Sultan）はジョン・ウィリアムズ設計のロイヤル・オーク級74門3等戦列艦。1775年12月23日にハリッジで進水した。

## 参加海戦
- カッダロールの海戦